# Erneuerungsbewegung (Zeit des Nationalsozialismus)
Der Begriff Erneuerungsbewegung wurde in der Zeit des Nationalsozialismus im allgemein üblichen Sprachgebrauch des Nationalsozialismus für den sich mit seinen Zielen identifizierenden Teil der „deutschen Volkstumspolitiker“ in verschiedenen Ländern Europas verwendet, so auch mit Blick auf Österreich oder die Schweizer Frontenbewegung. Politisch umwälzende Bedeutung erhielten die Erneuerer besonders im Königreich Rumänien und im Königreich Jugoslawien.

## Königreich Rumänien
Seit Ende des Ersten Weltkriegs hatte der Streit zwischen der großbürgerlichen Industriellengruppe um Hans Otto Roth und der kleinbürgerlich-ländlichen Gruppe um Rudolf Brandsch das konservative politische Lager gelähmt. Für eine politische Kurskorrektur in den Minderheitenbeziehungen standen in den 1920er Jahren Gruppierungen wie unter anderem die Unzufriedenen, Klingsor oder die Banater Jungschwaben. Ihr Kristallisationspunkt war allerdings die in Erneuerungsbewegung umgetaufte, ursprünglich als Wirtschaftsverein gegründete Selbsthilfeorganisation von Fritz Fabritius. Er kritisierte besonders die erfolglose, passive Politik der Minderheitenführung gegenüber der rumänischen Regierung. Nach 1930 verschärfte sich der Ton mit radikalen Lösungen und offensiven Positionen nach einer langen Kette von gescheiterten Versuchen von Veränderung der bestehenden Verhältnisse unter den vorherrschenden konservativen Eliten, die sich nicht auf einen Dialog einließen, und der rumänischen Regierung in Bukarest. Die in der Hauptstadt verfolgte Politik der Rumänisierung erschwerte als zusätzlicher Konflikt den „volksdeutschen Behauptungskampf“.
Nach der „Machtergreifung“ Adolf Hitlers 1933 gelang der Erneuerungsbewegung der politische Durchbruch. Sie verstanden sich nun nicht mehr als oppositionelle Randgruppe, sondern als Teil der internationalen nationalsozialistischen Bewegung. Nach konservativen Berichten warben die Erneuerer, die sich seit Mai 1932 Nationalsozialistische Selbsthilfebewegung der Deutschen in Rumänien (NSDR) nannte, mehr mit Wahlgeschenken und weniger mit Argumenten. Wirtschaftsmaßnahmen der NS-Ortsgruppen nach dem Konzept einer Hilfe zur Selbsthilfe ließen mehr noch als die Versprechen auf finanzielle Zuschüsse aus Deutschland die ärmeren Bauern für Fabritius stimmen. Zu Beginn des Jahres 1934 änderte die NSDR ihren Namen in „Nationale Erneuerungsbewegung der Deutschen in Rumänien“ (NEDR).
Infolge der Wahlsiege in den regionalen Volksräten wurde Fritz Fabritius am 29. Juni 1935 zum Vorsitzenden der rumäniendeutschen Dachorganisation gewählt, die in „Deutsche Volksgemeinschaft in Rumänien“ umbenannt wurde. Der Verband erhielt ein vom Nationalsozialismus inspiriertes „Volksprogramm“, gegen das sich weder die Konservativen noch die Evangelische Kirche A. B. auflehnten, wohl aber die radikale Fraktion der „Erneuerer“, die mittlerweile unter Alfred Bonfert und dem Parteitheoretiker Waldemar Gust am 10. Februar 1935 (zunächst noch mit der Zustimmung Fabritius’) die radikal-nazistische „Deutsche Volkspartei Rumäniens“ (DVR) gegründet hatten. Die Radikalen beanstandeten, dass das „Volksprogramm“ nicht dem „eigentlichen Geist des Nationalsozialismus“ entsprach. Der Konflikt zwischen der „Volksgemeinschaft“ und der DVR prägte bis zum Oktober 1938 die politische Diskussion der Rumäniendeutschen. Reichsdeutsche Ministerien, Parteistellen und Volkstumsorganisationen nahmen in diesem Konflikts zum Teil widersprüchliche Haltungen ein oder betrieben eine eigenständige Politik. Der „Streit trennte Hofnachbarn und entzweite Familien, Kinder prügelten sich auf der Straße und riefen ‚Fabritius soll regier'n, Bonfert soll krepier'n‘ oder umgekehrt (je nach Einstellung der Eltern)“; in den Städten tobten Saalschlachten.
Im Oktober 1938 nahmen Fabritius, Bonfert und  Gust an den Gesprächen zur Gleichschaltung der Rumäniendeutschen unter der Leitung der Sonderbeauftragten für Rumänien, Edit von Coler, teil. In der Folge wurden die Radikalen um Bonfert und Gust in die „Volksgruppenführung“ assimiliert, mit Bonfert als stellvertretendem Landesvorsitzenden. Da die radikale Gruppe auch nach der Einigung 1939 den Streit weiter führte, schalteten sich die Volksdeutsche Mittelstelle (VoMi), das Auswärtige Amt und Heinrich Himmler in den Konflikt ein, da die Führung des Deutschen Reiches die volle Kooperation der deutschen Minderheit in einer Zeit sensitiver Beziehungen zu Rumänien bedurfte. Fabritius schloss Bonfert und Gust im Frühjahr 1939 wegen eines angeblichen Putschversuchs aus der Führung der Volksgruppe aus. Bonfert, Gust und der Landesjugendführer Friedrich „Fritz“ Cloos wurden ihrer Ämter enthoben und ins „Reich“ abgeschoben.
Fabritius selbst wurde nach Aussagen, die wiederholt zu diplomatischer Verwirrung und politischer Missstimmung in den deutsch-rumänischen Beziehungen geführt hatten, Ende November 1939 endgültig nach Deutschland zurückbeordert, als sein Nachfolger wurde Wolfram Bruckner in der Position des Landesobmann (ad Interim) bestätigt. Nach dem Zweiten Wiener Schiedsspruch vom August 1940 übernahm die NSDAP der deutschen Volksgruppe in Rumänien die alleinige Vertretung der dortigen „Volksdeutschen“. Am 27. September 1940 wurde Andreas Schmidt vom Leiter der VoMi, Werner Lorenz, zum „Volksgruppenführer“ in Rumänien ernannt, womit die nationalsozialistische Machtübernahme unter den Rumäniendeutschen abgeschlossen war.

## Königreich Jugoslawien
Der Wohlstand der deutschen Minderheit in Jugoslawien, besonders in der Vojvodina, war verglichen mit den dort lebenden Magyaren oder Albanern nur relativ, da es unter ihnen eine beträchtliche Zahl landloser und kleiner Bauern gab. Die jugoslawische Bodenreform gestand den Deutschen keine Grundstücke zu. Obwohl die deutschen Bauern wenig Land an den Agrar-Fond abgeben mussten, verloren ihre Gemeinden beträchtliche Flächen. Die Abgeordneten der deutschen Minderheit konnten politisch nur begrenzten Einfluss auf die Entscheidungen im Parlament ausüben. Nach der Einführung der Königsdiktatur 1929 verringerte sich die innenpolitische Bedeutung der deutschen Minderheit noch weiter. Das deutschsprachige Schulwesen war trotz einiger staatlicher Zugeständnisse nach 1918 nur schwach entwickelt und bestand aus vierklassigen Grundschulabteilungen und einigen Mittelschulen mit Lehrern, die oft keine ausreichenden Kenntnisse der deutschen Sprache besaßen. Das deutsche Vereinswesen, ihre Wirtschaftsvereine und überwiegend lokale Presse waren jedoch gut entwickelt.
In dieser Situation versuchte eine kleine, aber agile und nationalbewusste Intelligenzschicht in den 1920er Jahren mit parlamentarischer Tätigkeit und Kontakten sowohl zur jugoslawischen als auch zur deutschen Regierung die Gesamtlage der Minderheit zu verbessern, konnte dabei jedoch nur begrenzte Erfolge erzielen. Das Nationalbewusstsein begann zwar zu erwachen, aber die Verbesserung der sozialen und politischen Lage der Minderheiten blieb aus. Bei der jüngeren Generation entstand Anfang der 1930er Jahre Unzufriedenheit. In Jugoslawien aufgewachsen hegte sie, im Unterschied zu breiten Kreisen der älteren Generationen, keine Sympathien für das Vorkriegsungarn oder das historische Königreich Kroatien-Slawonien. Gleichzeitig war sie wesentlich radikaler und ungeduldiger in der Formulierung ihrer Wünsche, besonders gegenüber den alten Führern, die nach ihrer Meinung versagt und ihre Posten nur zum eigenen Vorteil genutzt hatten. Die Generation der jungen Intellektuellen trat zeitgleich mit dem Aufstieg des Nationalsozialismus in Deutschland und Österreich auf. Sie lernten die neue Ideologie an deutschen und österreichischen Universitäten kennen, wo sie zum großen Teil studiert hatten. Hier war der Einfluss der Nationalsozialisten schon vor 1933 spürbar, und so kehrten die jungen Intellektuellen mit radikalen Ideen in ihre Heimat zurück. Dort aber herrschte nicht nur die Königsdiktatur und eine Missachtung der Minderheitenrechte, sondern auch die Perspektivlosigkeit für junge Akademiker der Minderheiten. Sie hatten praktisch keinen Zugang in den Staats- oder Gemeindedienst, und in den Minderheitenorganisationen bekleideten einflussreiche „Alte“ oft mehrere Posten gleichzeitig.
Innerhalb der deutschen Minderheit kam es vor allem in der Vojvodina zu kämpferischen Auseinandersetzungen der jungen Erneuerer und der alten konservativen Garde. Dies war nicht nur ein Kampf der Generationen, sondern auch der Weltanschauungen und teilweise der materiellen Interessen, in dessen Zentrum die größte und wichtigste Vereinigung der Jugoslawiendeutschen stand, der Schwäbisch-Deutsche Kulturbund. In diese Auseinandersetzung mischten sich die jugoslawischen Behörden diskret ein, und weniger diskret auch Dienststellen und völkische Organisationen des Deutschen Reiches, die den größten Teil der damaligen national bewussten „volksdeutschen“ Intelligenz repräsentierten. Dieser Richtungskampf dauerte bis 1938/39 an und wurde nicht nur durch Presse und Versammlungen, sondern auch in Straßenschlägereien ausgetragen. Wie in anderen deutschen Volksgruppen in Europa siegten die jungen „Erneuerer“ nicht weil sie mehrheitlich die deutsche Bevölkerung hinter sich hatten, sondern wegen der Hilfe der Dienststellen aus dem Deutschen Reich, vor allem der Volksdeutschen Mittelstelle (VoMi). Dies geschah während der allgemeinen Radikalisierung der Innen- und Außenpolitik im Deutschen Reich und war seine unmittelbare Folge. Die außenpolitischen Erfolge des Reiches waren verbunden mit aggressiver Propaganda von Seiten volksdeutscher Zeitungen, Rundfunk und Filmen aus dem Reich sowie durch Besuche reichsdeutscher Aktivisten, wodurch die neuen Führer Akzeptanz in der donauschwäbischen Bevölkerung erlangten. Da sowohl die alten als auch die jungen Führer Unterstützung im Reich suchten, ermöglichte die alte Bundesleitung des Kulturbundes die ideologische Umorientierung der Massen durch ihre eigene Annäherung an den Nationalsozialismus während ihres Kampfes gegen die „Erneuerer“.
Seit der Spaltung der Deutschen in zwei Lager war eine geschlossene Politik der Minderheit nicht mehr möglich, so dass das „Deutsche Tageblatt“ beklagte, wie sehr die Jugoslawiendeutschen durch die „innervölkischen Auseinandersetzungen“ im Hinblick auf ihr politisches Gewicht für jede andere Gruppe an Wert verlören. Die reichsdeutschen Stellen hielten sich in dem Konflikt zwischen den bisherigen Führern der Jugoslawiendeutschen und den „Erneuerern“ aus Rücksicht auf die Politik gegenüber der Regierung  Milan Stojadinović zurück, da diese in wirtschaftlichen und politischen Fragen von der bisherigen jugoslawischen Außenpolitik abwich, sich zunehmend aus dem französisch beeinflussten Mächteblock löste und Deutschland annäherte, was innenpolitisch nicht unumstritten war. Um nicht durch eine offizielle Förderung der offensichtlich zum Nationalsozialismus neigenden Erneuerungsbewegung die Stellung Stojadinovićs noch stärker zu belasten, unterstützte das Deutsche Reich vorerst noch die in Jugoslawien anerkannten Minderheitsorganisationen. Ihre Führer standen daher aber, je mehr die nationalsozialistische Ideologie sich auch im „Auslandsdeutschtum“ verbreitete, auf verlorenem Posten. Der fortdauernde Streit schwächte die ohnehin schwierige Position der Minderheit, während unter den Auswirkungen der Entwicklung im Deutschen Reich die „Erneuerungsbewegung“ an Boden gewann. Ab Anfang 1938 bahnte sich ein Ausgleich zwischen den beiden Gruppen an, der 1939 zustande kam. Ein aus Vertretern der deutschen Minderheiten in Estland, Lettland, Rumänien und der Tschechoslowakei bestehendes Schiedsgericht entschied, dass die Erneuerer ihre vor allem gegen den Vorsitzenden Stefan Kraft erhobenen Beschuldigungen zurücknehmen sollten, wogegen Kraft der Rücktritt von seinen Ämtern dringend nahegelegt wurde.
Dabei gelang es den radikalen Exponenten der „Erneuerungsbewegung“ nicht, sich in den Vordergrund zu spielen. Vielmehr entschied sich die Volksdeutsche Mittelstelle (VoMi) mit Josef Janko nach monatelangen Verhandlungen für einen relativ gemäßigten und konsensfähigen Vertreter der „Erneuerungsbewegung“ als Vorsitzenden des Kulturbundes; nicht letztendlich um die freundlichen Beziehungen der jugoslawischen Regierung mit dem Deutschen Reich nicht zu gefährden. Mit Janko zog eine Reihe gleichgesinnter jüngerer Männer in die leitenden Stellen der kulturellen und wirtschaftlichen deutschen Organisationen ein. Damit war jedoch die in den langen Auseinandersetzungen aufgerissene Kluft nicht überbrückt. Es rief neue Erbitterung hervor, dass mit dem Vordringen der „Erneuerer“ die ältere Generation aus der Minderheiten- und Genossenschaftsarbeit gedrängt wurde. Das Eindringen der nationalsozialistischen Ideologie in den Kulturbund, die Übernahme der Formen reichsdeutscher Organisationen – vor allem in der Jugendbewegung –  und die Propagierung einer volksdeutschen Einheitstracht erregten den Widerstand der älteren Generation, nicht zuletzt auch der Kirchen. Die von der Erneuerungsbewegung in die Volksgruppe hineingetragene Spaltung wirkte auch nach der Beilegung des Konflikts nach, obwohl die in leitende Stellungen gelangten, immer noch vergleichsweise gemäßigten Vertreter dieser Richtung sich um die Interessen des gesamten Deutschtums bemühten. Gleichwohl blieb das Misstrauen weiter Kreise der deutschen Bevölkerung lebendig, weil die radikalen Vertreter der „Erneuerungsbewegung“ den ihnen vorenthaltenen Einfluss in den Minderheitenorganisationen mit anderen Mittel zu gewinnen suchten und dabei von einzelnen Institutionen im Reich unterstützt wurden.
In den verbleibenden Jahren bis zum deutschen Angriff auf Jugoslawien im April 1941 wurde die überwiegende Mehrheit der deutschen Minderheit im Kulturbund organisiert. Dies galt besonders für die Vojvodina: Die neue Bundesleitung (die sich seit dem Frühjahr 1940 als „Volksgruppenführung“ bezeichnete) brüstete sich Ende 1940 damit, dass 98 Prozent der Jugoslawiendeutschen Mitglieder des Kulturbundes geworden seien und dieser nun de facto die gesamte deutsche Volksgruppe organisiert habe. Die neue Führung zeigte sich erfolgreich in der Organisierung breiter Schichten, und der Kulturbund nahm immer mehr die Merkmale der NS-Massenorganisationen und ihrer Gliederungen an. Die außenpolitische Erfolge des Deutschen Reiches und der neue Nationalstolz der Vojvodinadeutschen waren dabei entscheidende Faktoren. Am 28. März 1941 stellte Janko alle Tätigkeiten des Schwäbisch-Deutschen Kulturbund und seiner angegliederten Abteilungen auf Weisung der deutschen Reichsregierung endgültig ein. Nachfolgeorganisationen waren die
- Deutsche Volksgruppe im Banat und Serbien (siehe auch Serbien im Zweiten Weltkrieg)
- Deutsche Volksgruppe in Kroatien (siehe auch Unabhängiger Staat Kroatien) (NDH).

## Weitere Anmerkungen
1. ↑  Diese übertriebene Zahl war das Ergebnis einer Täuschung, da die Familienangehörigen eines Mitgliedes des Kulturbundes automatisch auch als Mitglieder gezählt worden waren. (vgl. Zoran Janjetović: Die Donauschwaben in der Vojvodina und der Nationalsozialismus.).